# Білостоцька митрополія
Білостоцька митрополія — одна з 14 митрополій Римо-католицької церкви в Польщі. До її складу входять:
- Білостоцька архідієцезія
- Дрогічинська дієцезія
- Ломжинська дієцезія

| Прапор Польщі | Це незавершена стаття про Польщу. Ви можете допомогти проєкту, виправивши або дописавши її. |